# Jessie Godderz
Jessie Godderz (Rudd, 23 aprile 1986) è un wrestler statunitense.
Attualmente è sotto contratto con la federazione Impact Wrestling (ex TNA) dove ha vinto due il titolo TNA World Tag Team Championship con Robbie E nel team The BroMans. Godderz si è allenato nel territorio di sviluppo della TNA (Ohio Valley Wrestling) vincendo cinque volte il titolo OVW Southern Tag Team Championship.

## Personaggio

### Mosse finali
- Stunner
- Boston Crab

### Manager
- Tara
- Phil Heath
- Zema Ion

## Soprannomi
- "Young Gunz"
- "Mr. Pec-Tacular"
- Tara's Hollywood Boyfriend"

## Titoli e riconoscimenti
Ohio Valley Wrestling
- OVW Southern Tag Team Championship (5)[4] con Rudy Switchblade (4), Rob Terry (1) e Marcus Anthony (1)

Pro Wrestling Illustrated
- 228º tra i 500 migliori wrestler singoli nella PWI 500 (2013)

Total Nonstop Action Wrestling
- TNA World Tag Team Championship (2) con Robbie E[3]
- TNA Turkey bowl (2013) con Robbie E